# Robert Cichowlas
Robert Cichowlas (ur. w 1982 w Poznaniu) – polski pisarz, specjalizujący się w horrorze.

## Życiorys
Ukończył kulturoznawstwo na Uniwersytecie Adama Mickiewicza w Poznaniu. Autor zbiorów opowiadań i powieści, redaktor, publicysta, recenzent. Publikował w prasie (Czachopismo, SFFiH, Magazyn Fantastyczny), Internecie (Carpe Noctem, Nowa Gildia, Fabrica Librorum) i antologiach grupowych (Trupojad, Białe szepty, City 1, Czarna kokarda). Współpracuje z e-zinem Grabarz Polski.
Najnowsze publikacje to zbiór opowiadań Sępy napisany z Jackiem Rostockim (Fabryka Słów, 2009), antologia Twarze Szatana, napisana z Kazimierzem Kyrczem (Grasshopper, 2009) i napisane również z Kyrczem powieści Siedlisko, Koszmar na miarę oraz Efemeryda.
W 2011 ukazała się powieść Szósta era, pierwsza indywidualna powieść autora, oraz zbiór opowiadań Wylęgarnia. W 2014 Cichowlas nawiązał współpracę z innym autorem horrorów – Łukaszem Radeckim. Wydali do tej pory trzy książki – zbiór nowel Pradawne zło oraz powieści: Miasteczko i Zombie.pl.

### Powieści
- 2009 Siedlisko (razem z Kazimierzem Kyrczem)
- 2010 Koszmar na miarę (razem z Kazimierzem Kyrczem)
- 2011 Efemeryda (razem z Kazimierzem Kyrczem)
- 2011 Szósta era
- 2015 Miasteczko (razem z Łukaszem Radeckim)
- 2016 Zombie.pl (razem z Łukaszem Radeckim)
- 2018 Zombie.pl 2 (razem z Łukaszem Radeckim)
- 2018 Opętana

### Zbiory opowiadań
- 2006 W otchłani mroku (razem z Robertem Kucharczykiem)
- 2009 Sępy (razem z Jackiem Rostockim)
- 2009 Twarze szatana (razem z Kazimierzem Kyrczem)
- 2013 Wylęgarnia
- 2014 Pradawne zło (razem z Łukaszem Radeckim)
- 2018 Upiorna uczta

### Biografie
- 2011 Masterton. Opowiadania. Twarzą w twarz z pisarzem (razem z Grahamem Mastertonem i Piotrem Pocztarkiem)